# Chiesa di San Colombano Abate (Davagna)
La chiesa di San Colombano Abate è un luogo di culto cattolico situato nella frazione di Moranego nel comune di Davagna, nella città metropolitana di Genova. La chiesa è sede della parrocchia omonima del vicariato Medio - Alto Bisagno dell'arcidiocesi di Genova.

## Storia

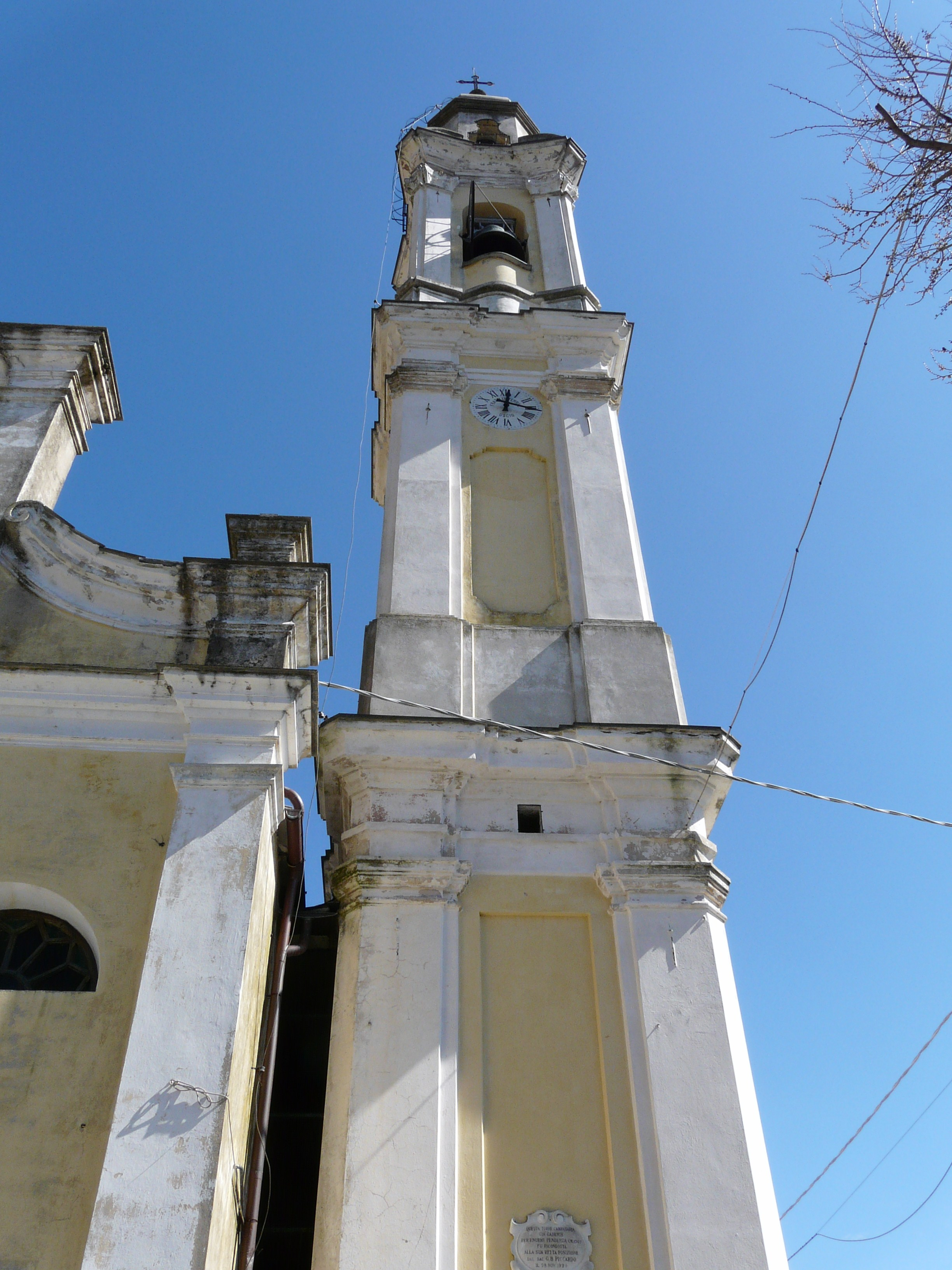
Il campanile

Le funzioni religiose nel sito della chiesa di San Colombano hanno origini molto antiche. Secondo alcune fonti locali, la presenza di una chiesa nella frazione di Moranego è documentata a partire dal 23 aprile 1206. Nel 1304 fu unita sotto unico controllo del rettore della chiesa di San Tomaso di Boasi (Lumarzo) e dal 1311 suffraganea della pieve Santa Maria Assunta di Bargagli. Fu elevata al titolo di parrocchiale indipendente dal 1580.
Proprio a partire dal 1580 fino al 1582 subì una prima ricostruzione che divenne definitiva dopo i secondari lavori del 1635 - 1636. Secondo alcuni documenti della prima metà del XVII secolo, la chiesa fu intitolata a san Bartolomeo apostolo, ma pochi anni dopo si ritornò all'antica intitolazione.
L'attiguo campanile fu costruito molto più tardi, nel 1828, ma dopo appena cent'anni la struttura campanaria rischiò di crollare, mostrando una inclinazione di circa un metro e mezzo. Per tali motivi, l'autorità competente vietò il transito in prossimità della chiesa e ordinando l'immediato sgombero della canonica e di un'altra abitazione. Poiché la situazione non presentò altre alternative, con ordinanza prefettizia del 27 novembre 1927 si ordinò la chiusura della struttura e nel settembre del 1928 si diede inizio alla demolizione.
La chiesa e il campanile non furono tuttavia demoliti, poiché nuovi lavori durati tre anni, commissionati dal curato di Rosso don Giovanni Battista Piccardo, permisero la riapertura della chiesa e il raddrizzamento della torre campanaria. La domenica del 9 agosto 1931 l'arcivescovo di Genova Carlo Dalmazio Minoretti poté ufficializzare la solenne reinaugurazione.
Fu eletta in prevostura il 19 novembre del 1915 da monsignor Ludovico Gavotti.